# Araneus penai
Araneus penai Levi, 1991 è un ragno appartenente alla famiglia Araneidae.

## Distribuzione
L'olotipo femminile è stato rinvenuto in una località dell'Ecuador meridionale: 52 km a sud di Cuenca, nella provincia di Azuay.

## Tassonomia
Non sono stati esaminati esemplari di questa specie dal 1991
Attualmente, a dicembre 2013, non sono note sottospecie